# 야토고촌
야토고촌(弥藤吾村)은 사이타마현 하라군·오사토군에 설치되었던 촌이다. 현재의 구마가야시에 해당한다.